# Thibault Métezeau
Thibault Métezeau, né le 21 octobre 1533 à Dreux et mort vers 1596 à Paris, est un architecte français. Il est le fils de Clément Métezeau, maître-maçon et père des architectes Louis et Clément II Métezeau. Il est aussi le frère de Jean Métezeau, également architecte.

## Biographie
Il passe la première partie de sa vie à Dreux jusqu'en 1569, date à laquelle il s'installe à Paris. À partir de 1578, il est un des entrepreneurs du Pont-Neuf, ayant encore en charge les travaux en 1582. 
Il est cité comme architecte auprès du duc d'Alençon en 1576, puis nommé architecte du roi Henri III le 25 mars 1578.
Il réalise en 1585 l'avant-portail de la porte Saint-Antoine et commence la salle des Antiques du Louvre. Il est très probablement l'un des initiateurs de la Grande Galerie de ce même palais. On lui doit aussi, très probablement, les plans vers 1585 de l'hôtel d'Angoulême Lamoignon pour Diane de France.